# Térdvédő vagy flitter
A Térdvédő vagy flitter (eredeti cím: Go Figure) egy 2005-ös amerikai filmvígjáték a Disney Channel eredeti produkciójában, Jordan Hinson főszereplésével. Rendezte Francine McDougall, írta Beth Rigazio és Patrick J. Clifton.
Az Amerikai Egyesült Államokban 2005. június 10-én mutatták be, Magyarországon a Disney Channel vetítette.

## Szereplők
| Szereplő                  | Színész          | Magyar hang        |
| ------------------------- | ---------------- | ------------------ |
| Katelin Kingsford         | Jordan Hinson    | Molnár Ilona       |
| Amy "Hollywood" Henderson | Whitney Sloan    | Bogdányi Titanilla |
| Natasha Goberman          | Cristine Rose    | Farkasinszky Edit  |
| Bradley Kingsford         | Ryan Malgarini   | Penke Soma         |
| Mojo                      | Tania Gunadi     | Tamási Nikolett    |
| Ronnie                    | Amy Halloran     | Nemes Takách Kata  |
| Pamela                    | Brittany Curran  | Csuha Bori         |
| Shelby Singer             | Sabrina Speer    | ?                  |
| Spencer                   | Jake Abel        | Előd Botond        |
| Reynolds edző             | Paul Kiernan     | Elek Ferenc        |
| Önmaga                    | Kristi Yamaguchi | ?                  |
| Linda Kingsford           | Jodi Russell     | Solecki Janka      |
| Ed Kingsford              | Curt Doussett    | Kapácsy Miklós     |

## Premierek
| Ország                    | Dátum            |
| ------------------------- | ---------------- |
| Amerikai Egyesült Államok | 2005. június 10. |
| Németország               | 2006. január 16. |
| Hollandia                 | 2008. január 12. |

## Filmzene
A film azonos című albuma 2005. június 7-én jelent meg az Amerikai Egyesült Államokban.

### Számlista
|    | Cím                 | Előadó(k)        | Hossz |
| -- | ------------------- | ---------------- | ----- |
| 1. | Go Figure           | Everlife         | 4:08  |
| 2. | Greatest Day        | Bowling for Soup | 3:13  |
| 3. | I Can Do Anything   | Caleigh Peters   | 3:42  |
| 4. | She Said            | Brie Larson      | 3:44  |
| 5. | I Want Everything   | Hope 7           | 2:54  |
| 6. | Anthem              | Superchic(k)     | 2:51  |
| 7. | Life Is Beautiful   | Raven-Symoné     | 3:16  |
| 8. | Crash Goes My World | Cadence Grace    | 3:03  |
| 9. | Life Is Good        | Junk             | 3:10  |